# 哈里发
哈里发（阿拉伯语： ḫalīfah/khalīfahⓘ；拉丁化：Caliph），為哈里發國（ khilāfah；意為哈里發統治之地）與烏瑪的統治者，是伊斯兰教的宗教及世俗的最高统治者的称号。最早源自於خليفة Khalīfaⓘ，意為繼承者，指先知穆罕默德的繼承者。在穆罕默德死後，其弟子以「安拉使者的繼承者」（Khalifat Rasul Allah）為名號，繼續領導伊斯蘭教，隨後稱號簡化為哈里發，所謂的四大哈里發為巴克爾、歐瑪爾、奧斯曼和阿里。

## 歷史
哈里發本為阿拉伯帝国最高的統治者稱號，相當於一般所說的皇帝，但同時兼有統治所有遜尼派穆斯林的精神領袖的意味，故又可以同時具有類似天主教的教宗的作用，是政教合一的領袖。
在阿拉伯帝国鼎盛时期，哈里发拥有最高权威，管理着庞大的伊斯兰帝国。阿拉伯帝国灭亡之后，“哈里发”的头衔，僅為“穆斯林精神領袖”的頭銜，一直保存了下来，這種作為傀儡的哈里发作為伊斯蘭教最高權力的象徵，处于开罗的马木留克王朝的控制之下。
1517年，鄂圖曼帝国苏丹塞利姆一世征服了埃及，时任哈里发的穆塔瓦基勒三世也被俘。塞利姆一世宣布自己继承哈里发的职位。之後哈里發稱號便由鄂圖曼帝國蘇丹世襲，但1517年之後數百年歷代蘇丹均不常使用該稱號，直到19世紀末鄂圖曼帝國瀕臨解體，蘇丹阿卜杜勒-哈米德二世才重新強調自己的哈里發身分。1924年，哈里发制度被土耳其總統凯末尔废除，末任哈里发阿卜杜勒-迈吉德二世被剥夺哈里发头衔并被放逐到海外。
土耳其废除哈里发后，汉志王国国王、麦加谢里夫兼埃米尔侯赛因·本·阿里宣布自己为哈里发。
2014年6月29日，恐怖組織“伊斯兰国”領袖阿布·贝克尔·巴格达迪自立為哈里發，稱「易卜拉欣」，但未受大部分穆斯林承認。2019年10月26日巴格达迪被美軍擊斃。

## 相关称谓
在伊斯蘭教蘇非派納格什班迪教團中，与和卓最親近的學生也被稱為哈里發。
在中國，伊斯蘭教清真寺經堂學員被稱為海裡凡，即哈里發。

## 外部連結
- The Caliph（页面存档备份，存于） – a three-part documentary by Al Jazeera English
- The return of the caliphate, The Guardian.
- Islamists urge caliphate revival（页面存档备份，存于）, BBC News.